# الثورة الزراعية البريطانية
كانت الثورة الزراعية البريطانية، أو الثورة الزراعية الثانية، زيادة غير مسبوقة في الإنتاج الزراعي في بريطانيا نجمت عن زيادات في العمالة وإنتاجية الأراضي بين أواسط القرن السابع عشر وأواخر القرن التاسع عشر. نما الناتج الزراعي نموًا أسرع من التعداد السكاني في فترة مئة العام المنتهية في 1770، وظل معدل الإنتاجية بعد ذلك من بين الأعلى في العالم. ساهمت هذه الزيادة في إمدادات الطعام في النمو السكاني السريع في إنجلترا وويلز، من نحو 5.5 مليون في عام 1700 إلى أكثر من 9 ملايين بحلول عام 1801، رغم أن الإنتاج المحلي أفسح المجال على نحو متزايد للواردات الغذائية في القرن التاسع عشر بعد أن تضاعف عدد السكان أكثر من ثلاثة أضعاف ليصل إلى أكثر من 35 مليون. باستخدام السنة 1700 سنةً قاعدية (=100)، فقد ازداد الناتج الزراعي بالنسبة للعامل الزراعي في بريطانيا بثبات من نحو 50 في 1500، إلى نحو 65 في 1550، إلى 90 في 1600، إلى أكثر من 100 في 1650، إلى أكثر من 150 في 1750، ليرتفع بسرعة إلى أكثر من 250 في 1850. سرّعت زيادة الإنتاجية في هبوط الحصة الزراعية للقوى العاملة، ما أضاف إلى القوة العاملة الحضرية التي يعتمد عليها التصنيع: لذلك جرى ذكر الثورة الزراعية باعتبارها أحد أسباب الثورة الصناعية.
ومع ذلك، يستمر المؤرخون في الجدال حول الوقت الذي حدثت فيه «ثورة» كهذه بالضبط وما هي مكوناتها. بدلًا عن حدث منفرد، أورد جي. إي. مينغاي أنه كان ثمة «جزالة في الثورات الزراعية، واحدة لقرنين قبل عام 1650، وأخرى تؤكد القرن بعد 1650، وثالثة في الفترة بين 1750 – 1780، ورابعة في العقود الوسطى للقرن التاسع عشر». أودى هذا بالمؤرخين الجدد إلى القول إنه من الشاق دعم أي تصريحات عامة حول «الثورة الزراعية».
من التغييرات الهامة في الأساليب الزراعية كان الانتقال في الدورة الزراعية إلى اللفت والنفل بدلًا عن الأرض المستريحة. يمكن زراعة اللفت في الشتاء وهو ذو جذور عميقة، ما يسمح له بجمع المعادن غير المتاحة للمحاصيل سطحية الجذور. يثبت النفل النتروجين من الجو إلى شكل من أشكال الأسمدة. سمح هذا بالزراعة المكثفة للتربة الخفيفة الصالحة للزراعة في المزارع المغلقة ووفر الأعلاف لدعم أعداد المواشي المتزايدة التي أضاف روثها إلى خصوبة التربة.

## التطورات والابتكارات الرئيسة
كانت الثورة الزراعية البريطانية نتيجة للتفاعل المعقد للتغيرات التكنولوجية الاجتماعية والاقتصادية والزراعية. تشمل التطورات والابتكارات الرئيسة:
- دورة نورفولك الزراعية رباعية الدورات: حلت محاصيل الأعلاف، وتحديدًا اللفت والنفل، محل ترك الأرض لتستريح.[7]
- حسّن الهولنديون المحراث الصيني ليصير بالإمكان جرّه بعدد أقل من الثيران أو الأحصنة.
- التسييج: إلغاء الحقوق العامة بإقامة ملكية حصرية للأرض.
- تطوير سوق وطنية خالية من التعرفة الجمركية ورسوم الطرق والحواجز الجمركية.
- البنى التحتية للمواصلات، مثل إصلاح الطرق والقنوات ولاحقًا السكك الحديدية.
- تطوير الأراضي وأنظمة التصريف والاستصلاح.
- زيادة حجم المزرعة.
- الاصطفاء الصناعي.

### الدورة الزراعية
واحد من أهم ابتكارات الثورة الزراعية البريطانية كان تطوير دورة نورفولك الزراعية رباعية الدورات، التي زادت عائدات المحاصيل والمواشي زيادة عظيمة عبر تحسين التربة والخصوبة وخفض الكساد.
الدورة الزراعية هي ممارسة زراعة سلسلة من الأنواع المختلفة من المحاصيل في المنطقة نفسها في مواسم متتابعة للمساعدة في استعادة المواد المغذية النباتية والحد من تراكم مسببات الأمراض والآفات التي غالبًا ما تحدث وقتما تُزرع فصيلة واحدة من النباتات باستمرار. يمكن للتدوير أن يحسن أيضًا من بنية التربة وخصوبتها عبر التبديل بين النباتات عميقة الجذور وضحلتها. يمكن لجذور اللفت مثلًا أن تسترد المغذيات من مستوى عميق تحت سطح التربة. يدور نظام نورفولك رباعي الدورات، كما يُعرف الآن، المحاصيل كي تُزرع محاصيل مختلفة ما يؤدي إلى الحصول على أنواع وكميات مختلفة من العناصر الغذائية من التربة أثناء نمو النباتات. من المزايا العامة لنظام نورفولك رباعي الحقول أنه استخدم العمالة في أوقات لم يكن الطلب فيها في ذروته.
لم تكُن زراعة محاصيل التغطية مثل اللفت والنفل مسموحة في ظل نظام الأرض المشتركة لأنها تعارضت مع الوصول إلى الأراضي. وأيضًا، من الممكن أن ترعى مواشي الآخرين اللفت.
خلال العصور الوسطى، كان نظام الحقول المفتوحة قد استخدم بدئيًا نظام دورة زراعية ثنائية الحقول، حيث يُترك أحد الحقول مستريحًا أو يُحوَل إلى مرعى لمدة من الوقت في محاولة لاستعادة بعض من مغذياته النباتية. استخدموا لاحقًا دورة زراعية ثلاثية السنوات، ثلاثية الحقول، حيث يُزرع محصول مختلف في كل من الحقلين، مثلًا: الشوفان، والشيلم المزروع، والقمح، والشعير، بينما يُزرع الحقل الثاني بقولًا مثل البازلاء أو الفول، ويُترك الثالث مستريحًا. كان كل حقلٍ يُحول إلى محصول مختلف كل عام تقريبًا. خلال القرنين التاليين، استعاد الزرع المنتظم للبقول مثل البازلاء والفول في حقول كانت سابقًا مستريحةً خصوبة بعض الأراضي الزراعية ببطء. ساعدت زراعة البقول بزيادة نمو النباتات في الحقول الخالية بسبب قدرة البكتيريا الموجودة على جذور البقولية على تثبيت النتروجين الجوي في التربة في شكل يمكن للنباتات الاستفادة منه. من المحاصيل الأخرى التي كانت تُزرع في بعض الأوقات الكتان وأفراد الفصيلة الكرنبية.
كانت الفلاحة القابلة للتحويل تعني تناوب الحقل بين المرعى والحبوب. نظرًا لأن النتروجين يتراكم ببطء مع الزمن في المراعي، فقد أدى حرث المراعي وزراعة الحبوب عن عائدات مرتفعة لبضع سنوات. من العيوب الكبيرة في الفلاحة القابلة للتحويل العمل الشاق في فضّ المراعي وصعوبة إنشائها. تكمن أهمية الفلاحة القابلة للتحويل في إدخالها المراعي إلى التدوير.
اكتشف المزارعون في فلاندر (في أجزاء من فرنسا وبلجيكا الحالية) نظام تدوير زراعي رباعي الحقول أكثر كفاءة، باستخدام اللفت والنفل (بقول) باعتبارها محاصيل علفية لتحل محل عام الاستراحة في الدورة الزراعية ثلاثية السنوات.

## الدروس المستفادة من الخارج
حدثت الثورة الزراعية البريطانية على فترة استمرت لعدة قرون وألفيات (وهي تشبه التطور والارتقاء أكثر منها ثورة) ولقد سبقتها ثورات مشابهة أو تم تقليدها في العديد من الدول الأوروبية والمستعمرات. تمثل أحد العناصر الرئيسية في الثورة الزراعية البريطانية في تطور طرق رعاية الأراضي الزراعية في بريطانيا العظمى وتحسينها لمواجهة فقدان مغذيات النبات الموجودة في التربة عند زراعة المحاصيل في منطقة محددة. وتم استخدام الأراضي ذات القدرة العالية على إنتاج المحاصيل في زراعة المحاصيل عالية الإنتاج وبالتالي زادت نسبة المحصول لكل فدان. وتمكن عمال المزارع باستخدام أدوات وماكينات تساعد على زيادة الإنتاجية من إنتاج المزيد من المحاصيل بأيدٍ عاملة أقل. وأخذت الثورة الزراعية البريطانية في التقدم بصورة ملحوظة مع الثورة الصناعية ونتج عن التقدم الذي حدث في مجال الكيمياء المعرفة العلمية والثروة والتكنولوجيا للتطوير المنهجي للأسمدة التجارية وماكينات زراعية جديدة وأكثر إنتاجية. وتم استيراد نظام زراعة محاصيل جديدة مثل البطاطس (عام 1600 تقريبًا) والذرة وغيرها من الأمريكتين مما أدى إلى تحسين إنتاجية المحصول لكل فدان من الأراضي الزراعية.
ولقد حدثت الثورة الزراعية البريطانية والثورة الصناعية البريطانية والثورة العلمية على أعقاب بعضهما البعض. فبدون الكميات المتزايدة من الموارد الغذائية لإطعام نسبة السكان المتزايدة في المدن لم تكن للثورات الصناعية والعلمية أن تحدث. ودون رؤوس الأموال والأدوات والمعادن والأسواق الزراعية المتزايدة والمعرفة العلمية والتقنية التي نتجت عن الثورات الصناعية والعلمية لم تكن الثورة الزراعية ممكنة الحدوث. فكل «ثورة» دعمت وساعدت على تقدم الثورات الأخرى، فهي كانت (ومازالت) مرتبطة ترابطًا وثيقًا مع بعضها البعض.